# أندريه كورفينغتون
أندريه كورفينغتون (1877 – 13 ديسمبر 1918) هو مبارز بالسيف هايتي راحل، مثّل بلاده في الألعاب الأولمبية الصيفية 1900.

## روابط خارجية
أندريه كورفينغتون على موقع اللجنة الأولمبية الدولية (الإنجليزية)
- أندريه كورفينغتون على موقع أوليمبيديا (الإنجليزية)